# Onthophagus solisi
Onthophagus solisi är en skalbaggsart som beskrevs av Henry Fuller Howden och Gill 1993. Onthophagus solisi ingår i släktet Onthophagus och familjen bladhorningar. Inga underarter finns listade i Catalogue of Life.